# Jo Anne Quiring
Jo Anne Quiring (ur. 8 października 1963 w Denver) – amerykańska judoczka. Olimpijka z Barcelony 1992, gdzie zajęła dziewiąte miejsce w wadze półlekkiej.
Piąta na mistrzostwach świata w 1987; siódma w 1991; uczestniczka zawodów w 1986, 1989, 1993 i 1995. Startowała w Pucharze Świata w 1989 i 1992. Wicemistrzyni igrzysk panamerykańskich w 1987 i trzecia w 1995. Brązowa medalistka mistrzostw panamerykańskich w 1988 i 1992 roku.

## Letnie Igrzyska Olimpijskie 1992
| Konkurencja | Rundy eliminacyjne     | Repasaże               | Repasaże              | Klas. końcowa |
| Konkurencja | 1/32                   | Przeciwnik I           | Przeciwnik II         | Miejsce       |
| ----------- | ---------------------- | ---------------------- | --------------------- | ------------- |
| 52 kg       | Almudena Muñoz (ESP) P | Derya Çalışkan (TUR) Z | Sharon Rendle (GBR) P | 9.            |